# デスマトケリス
デスマトケリス (Desmatochelys )は、中生代白亜紀の約9,000万年前に生息していたカメの絶滅した属。爬虫綱 - カメ目 - プロトステガ科に属する。

## 形態
D. lowiでは甲長約110センチメートル、頭骨長は20センチメートル以上と大型の海洋性のカメ。頭骨は比較的大きく、吻部は頑丈な構造であった。他のプロトステガ科と同様全体的に甲羅は退化傾向にあるが、特に腹甲の退縮は著しい。
2015年には新種であるD. padillaiがコロンビアから記載された。年代はオーテリビアンからアプチアンと今まで既知最古の同科の属であったサンタナケリスよりさらに古く、その上2メートル近いサイズがあったと推測されている。

## 分布
化石は北アメリカ大陸、日本などからが産出している。うち、日本においては北海道夕張市南部を流れる夕張川支流、パンケモユウパロ川沿いの蝦夷層群からDesmatochelys lowiの身体の前半分の化石が発見されている。白亜紀のウミガメは分布が比較的狭い地域に限られているものも少なくないが、デスマトケリスは広い範囲に分布していたとされる。